# Устье
У́стье — конечный участок водотока, место впадения водотока в другой водный объект: в водоём (водохранилище, озеро, море, океан и др.) или водоток (реку, ручей, канал и др.) (по современной географической терминологии).

## Виды устьев
Часть водотока, примыкающая к устью, может образовывать дельту, эстуарий (губа, лиман) или другие формы.
В случае, если вследствие испарения, разбора на орошение или просачивания в грунт поток воды исчезает, говорят о слепом устье.
Не все водотоки имеют постоянное устье. Например, конец реки Окаванго теряется в болотах на северо-западе пустыни Калахари. А река Чу пересыхает в песках на юге Казахстана и лишь во время паводка впадает в бессточное солёное озеро Акжайкын. В настоящее время также воды Амударьи часто не доходят до остатков Аральского моря, за исключением некоторых периодов.
Некоторые водотоки не пересыхают, но меняют русло (и устье), в зависимости от сезона. Есть и реки с обратным течением в устье.

## История и этимология
- Этимология в Викисловаре

В древнерусском языке однокоренные существительные устье и усть имели несколько значений. Наряду с местом впадения в другую реку, озеро или иной водоём они могли означать и начало течения реки — её исток, верховье. Начиная с IX—XI вв. оба эти слова активно употреблялись у восточных славян в составных топонимах. Фактически, в свете эволюции русского языка, это означает, что почти любая река в историко-географическом аспекте имеет два устья — верхнее и нижнее.

## Топонимика
Слово «устье», как имеющее яркую гидрографическую окраску, в краткой форме «усть» очень часто использовалось при образовании названий различных населённых пунктов в СССР и России.
- Усть-Илимск — город в Иркутской области на реке Ангаре
- Усть-Каменогорск — город в Казахстане, в месте слияния рек Иртыш и Ульба
- Усть-Кут — город в Иркутской области, в месте впадения реки Куты в Лену
- Усть-Лабинск — город в Краснодарском крае на реке Кубань, напротив места впадения в неё реки Лабы
- Усть-Луга - посёлок назван по местоположению в устье реки Луги